# 榎本英雄
榎本 英雄（えのもと ひでお、1936年4月6日 - ）は、日本の中国語学者、明治学院大学名誉教授。

## 略歴
東京生まれ。1960年東京外国語大学中国語科卒業。1979～1981年上海復旦大学に研究留学。明治学院大学助教授を経て、教授、2016年定年、名誉教授。1981～2001年「NHKテレビ中国語会話」講師。2004年10月～2005年3月「NHKテレビ中国語講座」担当。

## 著書
- 『250語でできるやさしい中国語会話』白水社 1985
- 『エクスプレス中国語』白水社 1986
- 『中国に遊びましょう』朝日出版社 1991
- 『すぐに役立つはじめての中国語 (NHK CDブック)』日本放送出版協会 1992
- 『はじめての北京 NHKテレビ中国語会話 (CDブック)』日本放送出版協会 2002
- 『中国語ひとこと会話ハンドブック 旅行で使える!』PHP研究所 2004
- 『わかって話すひとこと中国語表現ハンドブック』同学社 2008
- 『榎本式中国語リーディング 基礎からわかる まずは短い文を正しく読もう!』アルク 2011
- 『7つのパターンでよくわかる中国語初級文法』NHK出版 2014
- 『7つの述語文でつかむ中国語ステップ100』朝日出版社 2017
- 『躑躅の思い出 中国語六十年』伴想社 2017

### 共編著
- 『エクスプレス上海語』范曉共著 白水社 1987
- 『言える中国語』編著 同学社 1992
- 『アクセス中国 中国へ持って行くテキスト』王京蒂, 陳祖[バイ] 共著 朝日出版社 1995
- 『できる中国語』編著 同学社 1998
- 『困ったときの中国語ひとこと会話』小学館旅行会話シリーズ)監修 1998
- 『ゼロから始める「中国語の発音」徹底トレーニング』古屋順子共著 アルク 2009
- 『ニューエクスプレス上海語』范暁共著 白水社 2010